# Carolina Petronella van Cuyck
Carolina Petronella van Cuyck, ook bekend onder de naam van haar echtgenoot, Carolina Petronella de Meij (geboren in Den Haag, gedoopt op 6 november 1749 - overleden waarschijnlijk in Brussel  na 1813) - was een Nederlands kunstschilder en tekenaar. Mogelijk droeg zij ook de voornaam Hillegonde. Onder andere schilderde zij miniaturen.

## Werk
Van Cuyck schilderde gestoffeerde landschappen in miniatuur. Zij was ook vaardig met de techniek van het "craijoneren", tekenen met crayon. Naast landschappen schilderde zij historische onderwerpen en portretten. Onder andere maakte zij een portret van kunstschilder Coenraad Roepel, naar een origineel van R. Bleeck. Zij schonk dit portret aan Confrerie Pictura. Zij werd in dit genootschap benoemd tot meesteresse. In 1777 werd zij daar erelid.

## Persoonlijk
Van Cuyck was de dochter van Catharina du Bois, die ook miniatuurschilderijen maakte en Pieter van Cuyck de Jonge, van wie zij ook haar opleiding kreeg. Zij kreeg ook les van haar oom Karel van Cuyck. In 1778 trouwde zij met advocaat Pieter de Meij of de Mey. Mogelijk was het echtpaar familie van elkaar, want de moeder van De Meij heette ook du Bois, net als de moeder van Van Cuyck. Het echtpaar kreeg vijf kinderen, waarvan het zoontje als zuigeling stierf. Van de andere kinderen, dochters, is weinig tot niets bekend.